# Генерал-ађутант
Генерал-ађутант (рус. Генерал-адъютант) је био војно звање, а касније свитовско звање и дужност у руској војсци. Звање је установио Петар Велики за лица која су била старији ађутанти при императору, генерал-фелдмаршалу, при њиховим помоћницима, и при генералима армија.
Генерал-ађутант при императору је био на челу Ратне канцеларије, а при генерал-фелдмаршалу и њиховим помоћницима је испуњавао ађутантске обавезе и руководио пословима штаба.
Од 1808. године звање генерал-ађутанта је постало почасно звање виших чинова који су се налазили у свити императора. Чинови су давани генералима армија и генерал-поручницима (рус. Генерал-лейтенант). То звање је давано и другим вишим војним чиновима за њихове заслуге.